# Remington R4
Remington R4 збройна платформа на базі серії AR-15/M16/M4/M4A1, яку розробила і випускає компанія Remington Arms.

## Конструкція
В 2012 році, коли було представлено R4, платформа була доступна в чотирьох варіантах: 7-дюймова R4-C, 11.5-дюймова R4-E, 14.5-дюймова R4 та 20-дюймова R4-M. В 2018 році платформу змінили на три варіанти: R4 Patrol, R4 Operator та R4 Enhanced.
В 2012 році поліція Квінсленду замовила 420 карабінів R4 на загальну суму в майже 1 мільйон австралійських доларів для заміни Ruger Mini-14.

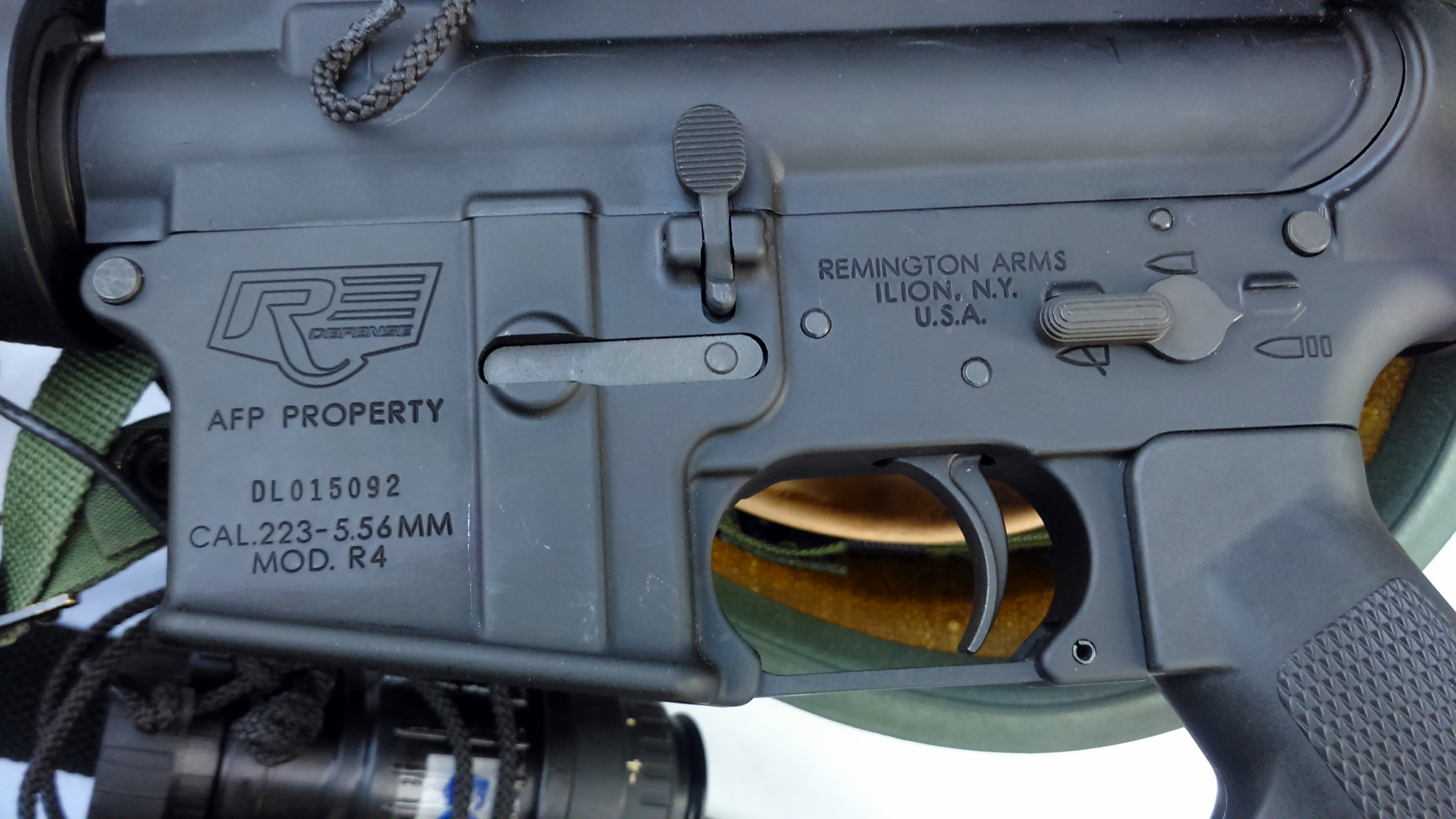
Ствольна коробка гвинтівка Remington R4

В 2013 році компанія Remington анонсувала про підписання контракта на 47 мільйонів доларів США зі збройними силами Філіппін, для армії та корпусу морської піхоти Філіппін, на випуск майже 40 000 карабінів R4. Пізніше збройні сили Філіппін збільшили замовлення до 63 286 R4, які були позначені як R4A3, що є еквівалентом моделі Colt M4 RO977 та замінили M16.
В березні 2015 року Remington анонсували про R4 цивільного ринку.
В липні 2018 року Remington повідомили про підписання контракту на 28 мільйонів доларів США з армією США на карабіни під набій 5,56  мм.

## Варіанти

### R10
В 2019 році Remington представила модифіковану версію R4, яка призначена для використання в якості бойової гвинтівки, що стріляє набоями 7,62×51 мм НАТО.

## Користувачі
- Австралія: Використовують в поліції Квінсленду[17]
- Ірак: Використовують в силах спеціальних операцій Іраку[18]
- Філіппіни: Використовують в армії та морській піхоти Філіппін в якості службової гвинтівки.[19][20]